# Taufkirchen an der Pram
Taufkirchen an der Pram là một đô thị thuộc huyện Schärding thuộc bang Oberösterreich, Áo. Đô thị Taufkirchen an der Pram có diện tích 29 km², dân số thời điểm năm 2006 là 2890 người.